# Expedice SAROS
Expedice SAROS jsou expedice pořádané pardubickou hvězdárnou za účelem pozorování úplných zatmění Slunce.
Jejich tradice byla založena v roce 1995 Václavem Knollem, který byl zároveň organizátorem prvních čtyř expedic. V době svého založení šlo o jedny z prvních sérií expedic tohoto druhu v České republice - podobné expedice pořádala jen Hvězdárna v Úpici. Název souvisí s periodou saros, objevenou Chaldejci asi 500 před naším letopočtem. Během této periody, trvající přibližně 18 let 10 (11) dní a 8 hodin, se odehraje 29 měsíčních a 43 slunečních zatmění. Po uplynutí periody se odehraje dané zatmění Slunce (Měsíce) za podobných podmínek, jen o třetinu obvodu Země západněji.
Forma jednotlivých expedic je různá. U slunečních zatmění probíhajících v Evropě nebo v jejím dostupném okolí byly expedice veřejné. Expedice do vzdálenějších míst či tíže dostupných terénů byly soukromé. V posledních letech zájem o cestování za úplným zatměním Slunce nesmírně vzrostl, cestovní kanceláře za nimi samy začaly vytvářet zájezdy a možnosti cestování se pro Čechy značně zlepšily (od devadesátých let, kdy se obyvatelé České republiky ještě adaptovali na nové možnosti po změně politických podmínek v roce 1989). Účelem expedic bylo kromě pozorování úkazu také poznání mentality a kultury navštívené Země. V posledních letech se díky novým metodám zpracování snímků sluneční koróny vyvinutým prof. Miloslavem Druckmüllerem a jeho dcerou Hanou staly expedice více zaměřeny na vědecký přínos.

## Jednotlivé expedice
- I. expedice SAROS[5] byla pořádána na podzim roku 1995 do exotického Thajska za úplným zatměním Slunce 24. října 1995. Šlo o velmi krátké zatmění, které členové expedice pozorovali v thajských klášterech. Krátce před zatměním museli prosit místní obyvatele, aby nezapalovali připravený ohňostroj, kterým chtěli odvrátit katastrofu. Podle východních náboženství totiž během zatmění požírá Slunce nebeská příšera (nejčastěji drak) a je ho třeba zahnat. Tato expedice byla pro veřejnost.
- II. expedice SAROS se vypravila za zatměním Slunce 26. února 1998 do Venezuely. Členové expedice úkaz pozorovali nedaleko pobřeží Karibského moře. V průběhu expedice také pozorovali jižní oblohu a navštívili nejvýznamnější přírodní památky včetně vodopádu Angel, největšího vodopádu světa. Výprava byla soukromá.
- III. expedice SAROS se uskutečnila v roce 1999 za evropským zatměním Slunce 11. srpna. Expedice měla dvě složky – veřejnou a soukromou. Veřejná část se vydala do oblasti maďarského města Sopron. Nepříznivé počasí pak ovlivnilo přesun skupiny na pole nedaleko městečka Tompaládony. Soukromá složka expedice chtěla původně pozorovat úkaz na hvězdárně v Szegedu. I tuto lokalitu ovšem ráno před zatměním zastihlo nepříznivé počasí, a tak se členové expedice přesunuli směrem jihovýchodně od jezera Balaton. Zatmění bylo zajímavé tím, že v České republice bylo pozorovatelné v poledních hodinách jako velmi výrazné částečné (okolo 98 %) a šlo tak o největší zatmění v ČR celého 20. století.
- IV. expedice SAROS[6] byla veřejnou expedicí pořádanou za úplným zatměním Slunce 29. března 2006 v Turecku. Členové expedice úkaz pozorovali na pobřeží Středozemního moře nedaleko městečka Çıralı. Sluneční aktivita byla toho roku na pomezí maxima a minima, bylo tedy možné spatřit rysy v koróně i nižších vrstvách sluneční atmosféry typické pro oba stavy sluneční aktivity. Toto zatmění bylo velmi dlouhé (přes 4 minuty) a dodnes patří k jednomu z nejčastěji zobrazovaných po celém světě, neboť počasí přálo na velké části pásu totality. Jednalo se o poslední expedici SAROS pořádanou Václavem Knollem.
- V. expedice SAROS[7] mířila do ruského Novosibirsku za úplným zatměním Slunce 1. srpna 2008. Členové expedice se za zatměním vydali vlakem po Transsibiřské magistrále. Zatmění pozorovali na nábřeží veletoku Ob uprostřed velkoměsta. Zatmění trvalo jen přes dvě minuty. Během úkazu se členům expedice podařilo fotograficky zachytit i jen o dva dny dříve objevenou kometu C/2008 O1 (SOHO). Expedice byla soukromá.
- VI. expedice SAROS[8] se uskutečnila o rok později kvůli pozorování úplného zatmění Slunce 22. července 2009. Toto zatmění bylo pod japonskými ostrovy nejdelší v tomto století (6 minut 39 sekund). Členové expedice se za ním vydali na východní pobřeží Číny, kde jej pozorovali ve městě Chang-čou na pobřeží velkého Západního jezera. Během zatmění bylo Slunce v hlubokém minimu své aktivity a koróna byla velmi slabá. Po úkazu se část expedice vydala do Tibetu, kde navštívila Lhasu nebo Everest Base Camp.[9][10] Expedice byla soukromá.
- VII. expedice SAROS[11] směřovala na Cookovy ostrovy za úplným zatměním Slunce 11. července 2010. Expedice byla soukromá a zatmění se na ostrově Mangaia pozorovat nepodařilo kvůli nepřízni počasí. V rámci všech dříve uskutečněných expedic však členové spatřili nejtmavší přírodní noční oblohu zcela neovlivněnou světelným znečištěním.
- VIII. expedice SAROS[12] byla naplánovaná do Austrálie za úplným zatměním Slunce 13. listopadu 2012. Expedice byla soukromá, dvoučlenná a úkaz se podařilo zaznamenat v australském Queenslandu na silnici Mulligan Hwy nedaleko městečka Mt. Carbine. Rovněž byla snaha o zdokumentování kvality oblohy.
- IX. expedice SAROS se uskutečnila v rámci mezinárodní expedice Shadow Tracking Expedition za hybridním zatměním Slunce 3. listopadu 2013. Expedice byla soukromá a podařilo se během ní získat hodnotná data při mimořádně krátkém zatmění Slunce u městečka Pokwero v Ugandě[13].